# Eric Barone
Eric Barone, också känd som ConcernedApe, född 1987 i Los Angeles, är en amerikansk spelutvecklare, speldesigner, konstnär, tonsättare och musiker som är hemmahörande i Seattle USA. Barone är mest känd för att egenhändigt ha utvecklat spelet Stardew Valley.

## Tidigt liv
Barone föddes i Los Angeles men flyttade tidigt till Seattle. Som barn spelade han spel som Ocarina of Time, Earthbound och Final Fantasy. År 2011 avlade han examen i datavetenskap vid University of Washington Tacoma. Initialt ville Barone bli musiker och spelade i ett flertal metallband som gitarrist. Han lyssnade bland annat på band som Killswtich Engage men också klassisk musik som han fick höra genom sina föräldrar. Med tiden bestämde sig dock Barone för att primärt bli spelutvecklare men fortsatte att komponera musik till spelen han designade. Innan Barone släppte spelet Stardew Valley valde han att hålla sin riktiga identitet hemlig och kallade sig istället för ConcernedApe när han kommunicerade utåt om spelet i sin blog.

## Stardew Valley
Ett av Barones favoritspel som barn var bondesimulatorn Harvest Moon. Vad Barone uppskattade med spelet var frånvaron av våld till förmån för det vardagliga. "Jag gillade att man kunde ha relationer med byborna, och till och med gifta sig, liksom starta en familj." Dock upplevde Barone att spelserien med tiden förlorat det som gjorde spelet unikt. Därför ville Barone göra ett eget spel som var inspirerat av Harvest Moon-serien, men som förbättrade de aspekter som han ansåg att serien tappat med tiden. Då Barone växt upp i delstaten Washington hämtade han inspiration till spelet från den omgärdande naturen i delstaten. Spelets handling har av vissa tolkats som en kritik mot kapitalismen. En anmärkningsvärd aspekt av Stardew Valley är att Barone utvecklat spelet helt själv, detta inkluderar sådant som musik och design. Spelet nådde stor framgång och efter endast två veckor hade spelet sålt över 500 000 exemplar. 2020 hade antalet sålda exemplar ökat till 10 miljoner. 2021 släpptes en brädspelsversion av spelet. Efter att ha släppt Stardew Valley fick Barone träffa skaparen av Harvest Moon Yasuhiro Wada, något som Barone har beskrivit som en av de främsta positiva upplevelserna av att ha skapat spelet då han har varit en förebild. Initialt gjorde Barone allt arbete ensam, men när spelet väl var släppt assisterade Barones utgivare Chucklefish honom med exempelvis skapa möjligheten till multiplayer i spelet.

## Haunted Chocolatier
Haunted Chocolatier är ett av flera spel som Barone sedan Stardew Valley uppges arbeta på och har ännu inget releasedatum. Spelet uppges komma att handla om en chokladföretagare som bor i ett hemsökt slott och som samlar ingredienser för att göra liksom sälja choklad. Till skillnad från Barones föregående spel kommer ett större fokus ligga på stridselement men också det mer fantasifulla till skillnad från det mer vardagliga som präglade Stardew Valley. Men det kommer också finnas många återkommande element som möjligheten till romantiska relationer, den grafiska profilen och att spelet primärt är ett singelplayerspel. Likaså kommer det finnas ett flertal bybor i spelet som spelaren kommer kunna utveckla vänskapsrelationer med såsom en professor, en bartender och en smed.  Spelet är för närvarande planerat som en PC-release och är alltså inte ämnat för konsoler.

## Musik
Komponerandet av musik är något som Barone har beskrivit som den roligaste delen i att skapa spel. Barone har ingen formell utbildning inom musik utan har utvecklat sin musikalitet genom att experimentera, något han började med redan i högstadieåldern då han började spela gitarr men valde med tiden att spela mer elektronisk musik. På grund av att han är självlärd kan Barone inte läsa noter. Barone har uppgett att mycket av hans inspiration har kommit ifrån RPG-spel till Super Nintendo och Playstation såsom Super Mario, Earthbound, Final Fantasy och Chrono Cross. Barone använder sig av återkommande teman med olika variationer i sin musik, något som är mer vanligt förekommande inom film. Något annat som Barone använder sig av är olika typer av instrument för att fånga specifika känslor, exempel på detta är hur Barone använder sitar för att framhäva värme, trombon för att framhäva melankoli liksom mystik, klockor liksom piano för att framhäva kyla och flöjt för att framhäva en felik känsla. För att spela in sin musik använder det svenskutvecklade mjukvaran Reason.

## Privatliv
Barone är sedan länge tillsammans med sin flickvän Amber, paret träffades medan de var kollegor på Auntie Anne's pretzebutik. Amber hade en viktig roll i skapandet av Stardew Valley då hon till stor del försörjde Barone under den år långa skapandeprocessen av spelet. Barone beskriver sig själv som en introvert person med få vänner.